# دکتر استون
دکتر استون (به ژاپنی:ドクターストーン،هپبورن: Dokutā Sutōn) یک مجموعه مانگای ژاپنی است که توسط رییچیرو ایناگاکی نوشته شده و توسط بویچی، مانگاکایی اهل کره جنوبی مصور سازی شده است. این مجموعه از مارس ۲۰۱۷ در هفته‌نامه شونن جامپ به صورت سریالی تهیه شده است و از ماه نوامبر سال ۲۰۲۰، بخش‌های جداگانه توسط شوئیشا در بیست و هفت جلد تانکوبون جمع‌آوری و منتشر شده است. ویز مدیا مجوز این مانگا را در آمریکای شمالی صادر کرد. شوئیشا از ژانویه ۲۰۱۹ شروع به قرار دادن این مجموعه به زبان انگلیسی در وب سایت و برنامه مانگا پلاس کرد.
اقتباس از مجموعه تلویزیونی انیمه توسط تی‌ام‌اس انترتینمنت از ژوئیه تا دسامبر ۲۰۱۹ پخش شد. فصل دوم سریال انیمه با محوریت قوس "جنگ‌های سنگی" در ۱۴ ژانویه ۲۰۲۱ به نمایش در می‌آید.
در سال ۲۰۱۹، دکتر استون موفق به کسب ۶۴ امین جایزه مانگای شوگاکوکان برای گروه شونن شد.

## داستان
از آوریل سال ۵۷۳۸ میلادی، بیش از ۳۷۰۰ سال از تابش مرموز نوری که انسان‌ها را به سنگ تبدیل کرده گذشته است. نابغه ۱۸ ساله‌ای به نام سنکو ایشیگامی ناگهان احیا می‌شود تا خود را در جهانی پیدا کند که تمام آثار تمدن بشری توسط زمان فرسایش یافته است. سنکو یک اردوگاه پایه ایجاد می‌کند و شروع به مطالعه انسان‌های متحجر می‌کند تا علت وقوع این واقعه و همچنین درمان را مشخص کند.
طی ۶ ماه آینده، سنکو می‌فهمد که احیای مجدد او با نیتریک اسید امکان‌پذیر شده است. اما وقتی که او می‌خواهد دوستان خود را از سنگ زدگی نجات دهد این اتفاق نمی‌افتد و پس از آزمایش‌های زیاد او ترکیبی ایجاد می‌کند که به او امکان می‌دهد دیگران را فوراً احیا کند. او با احیای دوست خود تایجو اوکی، همکلاسی آن‌ها یوزوریها اوگاوا و یک رزمی‌کار معروف به نام تسوکاسا شیشیو، (معروف به قوی‌ترین دبیرستانی) با هدف بازسازی تمدن با تمرکز بر علم، کار خود را آغاز می‌کند.
در نهایت تسوکاسا نشان می‌دهد که او با ایده سنکو در ایجاد تمدن علمی جدید مخالف است، زیرا معتقد است که دنیای قدیم آلوده است و نباید دوباره احیا شود. در عوض، او می‌خواهد نظم جهانی جدیدی را بر اساس قدرت ایجاد کند، تا آنجا پیش می‌رود که افراد متحجر را که با آن‌ها روبرو می‌شود احیا کند تا از دخالت آنها در اهدافش جلوگیری کند و…

## رسانه

### مانگا
دکتر استون که توسط رییچیرو ایناگاکی نوشته شده و توسط بویچی تصویرگری شده است، در چهاردهمین شماره از هفته‌نامه شونن جامپ شوئیشا در تاریخ ۶ مارس ۲۰۱۷ منتشر شد. این یکی از چندین پیشنهاد داستانی بود که ایناگاکی به سردبیر خود ارائه داد، وی آن را انتخاب کرد زیرا هیچ ایده‌ای دربارهٔ چگونگی پیشرفت آن نداشت. بویچی، که به دنبال داستانی برای کار بود، تقریباً زمانی که ایناگاکی (یکی از طرفداران کارهای خود) صفحات داستان را برای فصل ۳ به پایان رساند، به او نزدیک شد.
در میزگرد خود در ویز مدیا، انیمه بوستون مجوز خود را برای مانگا اعلام کرد و اولین جلد آن در سپتامبر ۲۰۱۸ منتشر شد. شوئیشا در ژانویه ۲۰۱۹ شروع به قرار دادن انتشار این مجموعه به زبان انگلیسی در وب سایت و برنامه مانگا پلاس کرد.
در اکتبر ۲۰۱۹، اعلام شد که یک سریال کوچک با ۹ قسمت به نام بازگشت دکتر استون: بیاکوکا در تاریخ ۲۸ اکتبر در شماره ۴۸ از هفته‌نامه شونن جامپ با داستان و مصور سازی بویچی آغاز خواهد شد. مانند سری اصلی، اسپین‌آف نیز در سرویس مانگا پلاس شوئیشا منتشر شد. ویز مدیا همچنین این مجموعه را بر روی پلت فرم دیجیتال شونن جامپ خود منتشر می‌کند. این مجموعه در ۲۳ دسامبر ۲۰۱۹ به پایان رسید. بیست و هفت جلد تانکوبون جمع‌آوری شده در ۴ مارس ۲۰۲۰ منتشر شد.

### انیمه
اقتباس از مجموعه تلویزیونی انیمه در پنجاه و یکمین هفته نامه شونن جامپ در تاریخ ۱۹ نوامبر ۲۰۱۸ اعلام شد. این مجموعه توسط تی ام اس اینترتیمنت انیمیشن سازی شده است، شینیا اینو به عنوان کارگردان، یوییچیرو کیدو به عنوان فیلمنامه‌نویس و یوکو ایواسا به عنوان طراح شخصیت نقش داشته‌اند. تاتسویا کاتو، هیروآکی تسوتسومی و یوکی کانساکا موسیقی این مجموعه را ساختند. این سریال از ۵ ژوئیه تا ۱۳ دسامبر ۲۰۱۹ از توکیو ام‌ایکس و کانال‌های دیگر پخش شد. برای ۲۴ قسمت اجرا شد. اولین تم اپنینگ «دنیای صبح بخیر!» و اولین اندینگ سریال "زندگی" است. دومین تم اپنینگ "سانگنشوکو" توسط Pelican Fanclub است، در حالی که دومین تم اندینگ سریال "یومه نو یوناً توسط Saeki YouthK است.
فصل دوم اقتباس انیمه پس از تمام شدن فصل اول اعلام شد. فصل دوم به عنوان "جنگ‌های سنگی" از مجموعه مانگا متمرکز خواهد شد. عنوان رسمی دکتر استون: جنگ‌های سنگی، فصل دوم در ۱۴ ژانویه ۲۰۲۱ اکران می‌شود. اپنینگ فصل دوم "Rakuen" ساخته فوجی فابریک است، در حالی که موضوع پایان فصل دوم "کو" است. توسط هاتنا.
این مجموعه توسط کرانچی‌رول در سراسر خارج از آسیا پخش می‌شود.

## بازخورد
دکتر استون در لیست ۱۵ مانگای برتر سال ۲۰۱۸ برای خوانندگان مرد که توسط کونو مانگا گا سوگوی گردآوری شده است، همراه با دستتو بکش ایزوکن! در رتبه ۱۵قرار گرفت. این سریال در سال ۲۰۱۸ در جایگاه دوم در چهارمین "جوایز تسوگی نی کورو مانگا" قرار گرفت. این سریال در رتبه ۱۷ قرار گرفت. لیست بهترین مانگای سال ۲۰۱۹ برای خوانندگان مرد. در سال ۲۰۱۹، دکتر استون موفق به کسب ۶۵ امین جوایز مانگای شوگاکوکان برای گروه شونن شد.
در نوامبر ۲۰۱۹، کرانچی رول دکتر استون را در «۲۵ انیمیشن برتر دهه» قرار داد. آی‌جی‌ان همچنین دکتر استون را در میان بهترین مجموعه‌های انیمیشن دهه ۲۰۱۰ قرار داده است. دکتر استون هشتمین سریال پربیننده انیمه در نتفلیکس ژاپن در سال ۲۰۱۹ بود.
گجت تسوشین تیکه کلام سنکو را ذکر کرد، "هیجان انگیزه!" در لیست بهترین تیکه کلام‌های انیمیشن‌ها بود.